# Juan Pablo Miranda (Musiker)
Juan Pablo Miranda (* 15. Oktober 1906 in Havanna; † 20. Juni 1986 in Havanna) war ein kubanischer Flötist und Komponist.

## Leben
Miranda begann eine Lehre als Tischler, bevor er Anfang der 1920er Jahre Flötenunterricht bei Miguel Junco nahm. Er debütierte einige Jahre später als Flötist mit dem Orchester des Cabarets Casino de La Lisa und gründete Ende der 1920er Jahre ein eigenes Orchester, das er jedoch aus finanziellen Gründen wieder aufgeben musste.
Er spielte dann in den Orchestern von Ismael Díaz und Orestes López-Abelardo Barroso. In den 1940er Jahren gehörte er Everardo Ordaz’ Orchester und der La Maravilla del Siglo an, deren Direktor er wurde. In den 1950er Jahren war er Flötist im Orquesta Sensación, mit dem er mehrere Platten aufnahm und 1957 eine Tournee durch Venezuela unternahm. Im Cabaret Tropicana trat er mit einem eigenen Orchester namens Rivera auf. Nach dem Tod von Alfaro Pérez übernahm er die Leitung von dessen Orchester Siglo XX, die er bis in die 1980er Jahre innehatte.
Miranda galt nicht nur als herausragender Flötist, sondern war von seinem ersten Werk – Perversa gratitud (1932) – bis zu seinem letzten – Mi canción inconclusa (1986) – ein erfolgreicher Bolero-Komponist. Bekannt wurden Werke wie Mil congojas, als Bolero von Omara Portuondo, Instrumentalstück von Rubén González und Trioversion von den Los Guaracheros de Oriente interpretiert, Qué difícil es (mit Vicentico Valdés), Cielo y sol (mit dem Orchester Anacaona), Algo de tí, Sin reservas, Seguiré sin ti und Retazos de dolor. Mil congojas, 1952 auch erfolgreich von den Los tres ases gespielt, wurde von José Antonio Méndez bei RCA Victor in Mexiko aufgenommen und erschien in jüngerer Zeit auf dem Debütalbum der Sängerin Yaíma Sáez. Auch Musiker wie Fernando Collazo, Rolando Laserie, Paulina Álvarez und Elena Burke nahmen seine Boleros in ihr Repertoire auf.